# Нэнси (группа)
«Нэнси» (укр. Ненсі) — украинская русскоязычная музыкальная группа. Самая известная песня, ставшая «визитной карточкой» группы — дворовая песня «Дым сигарет с ментолом».

## Состав группы
- Анатолий Михайлович Бондаренко — родился 11.01.1966 г. Место рождения — г. Константиновка Донецкой области, УССР, СССР.
- Андрей Александрович Костенко — родился 15.03.1971 г. Место рождения — о. Итуруп Южно-Курильский округ (Сахалинская область РСФСР) (СССР). С 1974 (3 года) жил в г. Краматорск Донецкой области. 20 ноября 2024 года был уволен из «Нэнси» по обвинению в нарушении авторских прав.
- Алексей Цыплаков — род. 6 апреля 1982 г. С 2008 года гитарист и бэк-вокалист группы, после ухода Костенко стал одним из фронтменов.

## История группы

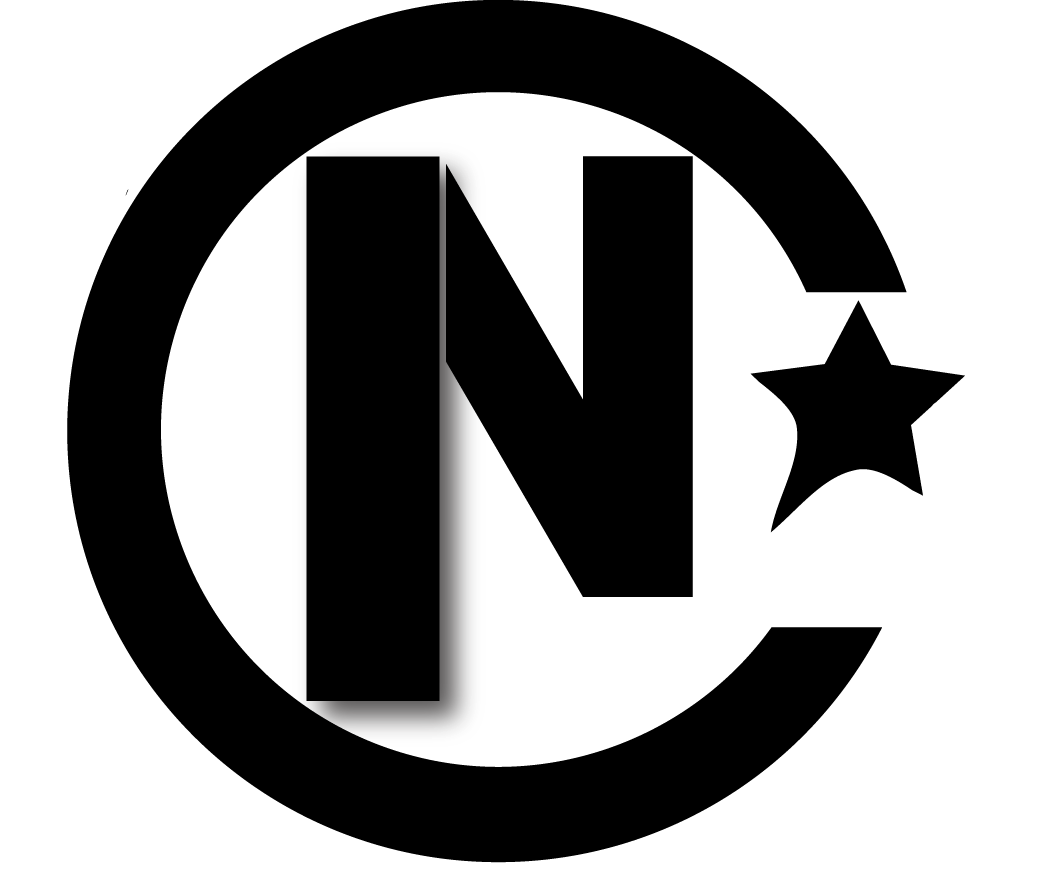
Эмблема

Идея создания группы «Нэнси» принадлежит продюсеру, поэту и музыканту Анатолию Бондаренко. Ещё в школьные годы он сочинял музыку и тексты для создания собственных песен.
В 1983 году создал группу «Хобби», и она стала популярной в Донецкой области. «Хобби» записала в студии Донецкого Государственного Центра телерадиовещания альбом «Хрустальная любовь», который представлял собой цикл песен собственного сочинения. Заглавная композиция «Хрустальная любовь» впоследствии вошла в альбом группы «Нэнси» — «Туман-туман».
До августа 1991 года группа гастролировала по областным площадкам. В период распада СССР группа «Хобби» закрылась. В 1992 году Анатолий Бондаренко собрал новых участников для группы, в том числе клавишника и солиста Андрея Костенко, с перспективой продвижения в Москве. Летом 1992 года началась студийная запись нового альбома, которая была завершена к концу года. Технические работы звукозаписи обеспечил директор студии «ЛИРА» Анатолий Воробьёв, а творческий процесс — «Донецкий академический украинский музыкально-драматический театр». Обязательство по продвижению альбома «Нэнси» на всём постсоветском пространстве взяла на себя московская студия «Союз».
В январе 1993 года Анатолий решил избавиться от неудобного названия группы «Хобби» и начал искать другое. По воспоминаниям Анатолия: "Да, когда мы называли группу, был создан список названий. Интернета в 1992 году не было, и мы пошли консультироваться к друзьям в магазины грампластинок, которые были в курсе всех западных и советских групп. Тут же убрали все совпадения, поскольку такие названия уже были. До смешного доходило, думаем: «Винтик»! А такая группа уже есть. «Динамик»! И такая группа есть. Видимо, творческие люди на одной волне находились. И, так как многие имена оказались заняты в мировой индустрии развлечений, оставили три подходящих: «Люта», «Платина», «Нэнси». Название группы происходит от имени первой любви основателя коллектива Анатолия Бондаренко.
«Дым сигарет с ментолом» — первый альбом группы, записанный в 1992 году в студии звукозаписи «Лира» (г. Донецк), с этого альбома приобрела особую популярность и была также издана на множестве сборников крупными тиражами. В 1994 году песни «Нэнси» звучат на радиостанциях России. В 1995 году вышел первый компакт-диск. В 1995—1996 годах группа регулярно появлялась в эфирах центральных каналов России и Украины. 
За время существования группа записала более 20 альбомов. 
Солист группы (2007—2018) Сергей Анатольевич Бондаренко скончался в ночь на 18 октября 2018 года. Причиной его смерти стала внезапно развившаяся болезнь.
20 ноября 2024 года проживающий в России Андрей Костенко был уволен из группы «Нэнси» по обвинению в несогласованном создании аккомпанирующего коллектива, с которым он исполняет хиты группы, в т.ч. авторства Анатолия Бондаренко. В декабре 2024 года Костенко выступил сольно в программе Привет, Андрей!. Он отметил, что в феврале 2022 года группа «Нэнси» «растворилась» из-за политической ситуации, а общение с «коллегой» практически прекратилось. Новым вторым фронтменом оригинального состава «Нэнси» стал Алексей Цыплаков, ранее с 2008 года работавший гитаристом и бэк-вокалистом группы, иногда заменявший Костенко на концертах.

## Выступления и достижения
1. 1992 год — Профессиональная запись альбома «Дым сигарет с ментолом» и поиск нового названия группы.
2. 1993 год — Группа «Нэнси» Москва Студия «СОЮЗ» (новинка российской эстрады).
3. 1994 год — Фестиваль в Киеве «Музыкальный штурвал» (почётный гость фестиваля).
4. 1997 год — Нэнси едет в Большое турне по всем странам СНГ, Прибалтики и дальнего зарубежья.
5. 1998 год — Из-за дефолта «Нэнси» улетает в Германию.
6. 1998—2007 годы — Период судебных разбирательств и практически полного исчезновения с экранов (после 2001 года) группы «Нэнси».
7. 2009 год — Дата регистрации 26.05.2009.
8. 2012 год — Премьера нового альбома «Вечерочкиночки».
9. 2013 год — Шоу в Минске «20 лет на сцене».
10. 2025 год — Шоу в Прибалтике Baltic Tour Nensi 2025.

## Видеоклипы
1. 1993 —  Как любил я тебя
2. 1993 —  Пьяный день рождения
3. 1994 —  В первый раз
4. 1994 —  Калина красная
5. 1994 —  Милая
6. 1994 —  Чёрный Кадиллак
7. 1994 — Мойша
8. 1995 —  Отель
9. 1996 —  Дым сигарет с ментолом
10. 1996 —  Чистый лист
11. 1997 — Свадьба знатная (концертный, вышел в 2008 г.)
12. 1997 —  Ты далеко
13. 1997 — Скажу, прощай (Моя последняя любовь) (концертный)
14. 1997 — Неповторимая (концертный)
15. 1998 —  Туман-туман
16. 1998 — Я ухожу (Я ухожу, тебя любя)
17. 2000 —  Ромео
18. 2000 —  Прочти, пожалуйста, моё письмо
19. 2000 —  Горько плакала ива
20. 2001 —  Зачем
21. 2007 —  Светик мой Светлана
22. 2010 —  Ночной коралл
23. 2012 —  Ты научи меня летать
24. 2012 —  Нэнси Люблю Кохаю I Love You!
25. 2012 — Я тону в твоих глазах
26. 2013 —  Я стану ветром
27. 2013 —  Дед Мороз не придет
28. 2018 —  Белый Дым
29. 2018 — Ночной вокзал
30. 2018 — Чик-чирик
31. 2018 — Голубоглазая (вышел в 2021 г.)
32. 2019 — Леночка
33. 2020 — Соловей
34. 2020 — Синие глаза
35. 2020 — Мой огонёк
36. 2021 — Сошёл с ума
37. 2021 — Ночь
38. 2021 — Парус (Я видел белый парус)
39. 2021 — Я видел сон
40. 2021 — Я робот
41. 2021 — Ты мой котёнок
42. 2021 — Снегурочка
43. 2021 — Улетай
44. 2022 —  Любовь Зараза
45. 2022 — Плакала гитара
46. 2022 — Тёща (Тёща моя)
47. 2023 — Луна
48. 2024 — «Девочка... мальчика» (Зачем ты, девочка, полюбила мальчика?)
49. 2024 — Любовь сильнее боли

## Дискография
1. 1993 — «Дым сигарет с ментолом»
2. 1994 — «Чёрный кадиллак (Часть 1)»
3. 1994 — «Чёрный кадиллак (Часть 2)»
4. 1995 — «Новые и лучшие песни»
5. 1996 — «Новые и лучшие песни группы „Нэнси“ часть 2»
6. 1997 — «Свадьба»
7. 1997 — «Ты далеко, или волшебный мир»
8. 1998 — «Новые и лучшие песни группы „Нэнси“ часть 3»
9. 1998 — «Туман, туман»
10. 2000 — «Ромео»
11. 2000 — «Новые и лучшие песни группы „Нэнси“ часть 4»
12. 2001 — «Луна»
13. 2001 — «Ива»
14. 2001 — «Новые и лучшие песни группы „Нэнси“ часть 5 „ЛАДА“»
15. 2002 — «Мой огонёк»
16. 2002 — «Новые и лучшие песни группы „Нэнси“ часть 6 „КОРАБЛИК“»
17. 2003 — «Нэнсимьюзик точка ру»
18. 2004 — «Прочти, пожалуйста, мое письмо!»
19. 2004 — «Новые и лучшие песни группы „Нэнси“ часть 7»
20. 2005 — «Сантанави»
21. 2005 — «Новые и лучшие песни группы „Нэнси“ часть 8»
22. 2008 — «Дым сигарет с ментолом. 15 лет» (юбилейный)
23. 2012 — «#Вечерочкиночки» (премьера 29 сентября 2012)
24. 2015 — «Чувства» (сборник лучших медленных композиций)
25. 2015 — «The Best (Deluxe Version)»
26. 2019 — «На земле и на небе с музыкой SB» (памяти Сергея Бондаренко)
27. 2021 — «Золотые хиты»
28. 2023 — «Ментоловая феерия» (мини-сборник лучших песен в новых аранжировках)

### Концертные программы
За годы творческой жизни группы «Нэнси» созданы концертные шоу-программы: «Дым сигарет с ментолом» (1995—1998), «Туман-туман» (1999—2001), «Горько плакала ива» (2001—2003), «Самые любимые песни» (2004), «Дым сигарет с ментолом 15 лет» — юбилейная программа 2009, новая программа «Бриллианты — Звёзды» (2009). В 2009 году в крупнейших залах страны (Москва «Лужники» и т. д.) «Бриллихит» 2011 г, «Вечерочкиночки» — 2013 г. В ноябре 2018 года группа отправилась в тур 25 "Любовь сильнее боли", посвящённый юбилею группы и памяти Сергея Бондаренко.

## Факты
- 14.07.1993 года Анатолий Бондаренко открыл собственную студию «Нэнси», сегодня она называется «BONDARENKO MEDIA».
- 07.07.2007 Статус третьего солиста группы получает Сергей Бондаренко (сын Анатолия)
- 15.08.2009 Были восстановлены все авторские права
- 26.05.2009 Запущен NensiTV канал на YouTube
- 23.02.2012 Подписан партнёрский контракт с Yandex-музыка
- 20.06.2012 Подписан партнёрский контракт с Google на Nensi.TV
- 28.09.2012 Запущена собственная социальная сеть NENSiMAN (www.nensiman.ru)